# Monumentos de México

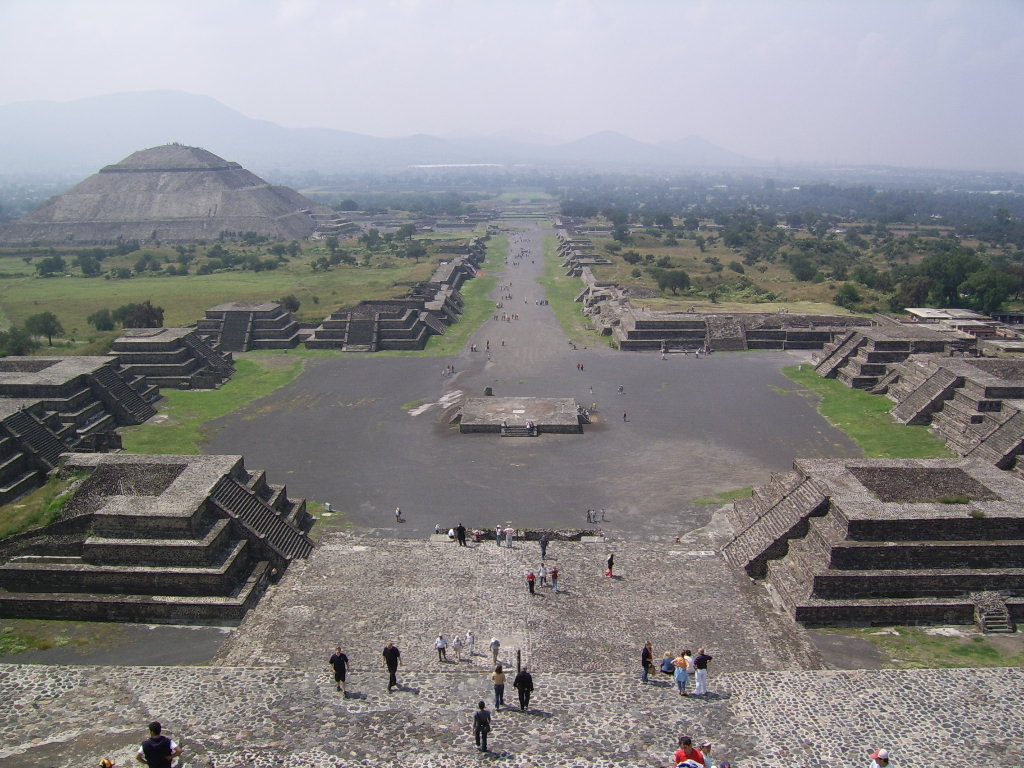
Teotihuacán está considerada como una zona arqueológica

Monumentos de México son aquellos bienes o inmuebles protegidos que son patrimonio de la Nación, y están declarados como tales en el Registro Público de Monumentos y Zonas Arqueológicos, de acuerdo a la Ley Federal sobre Monumentos y Zonas Arqueológicos, Artísticos e Históricos de México. Son resguardados, restaurados y conservados por el INAH y el INBA, los gobiernos estatales y municipales.
La división de los monumentos está determinada por su antigüedad, siendo las tres categorías principales:

## Monumentos y zonas arqueológicos
Son considerados monumentos y zonas arqueológicos:

(...) los bienes muebles o inmuebles, producto de culturas anteriores al establecimiento de la hispánica en el territorio nacional, así como los restos humanos, de la flora y de la fauna, relacionado con esas culturas.
Artículo 28 de la Ley Federal sobre Monumentos y Zonas Arqueológicos, Artísticos e Históricos de México

## Monumentos históricos
Son considerados monumentos y zonas históricos:

Son monumentos históricos los bienes vinculados con la historia de la nación, a partir del establecimiento de la cultura hispánica en el país, en los términos de la declaratoria respectiva o por determinación de la Ley.
Artículo 35 de la Ley Federal sobre Monumentos y Zonas Arqueológicos, Artísticos e Históricos de México

El artículo 36 de la misma disposición legal especifica que dicha denominación incluye:

i. Los inmuebles construidos en los siglos XVI al XIX, destinados a templos y sus anexos; arzobispados, obispados y casas curales; seminarios, conventos o cualesquiera otros dedicados a la administración, divulgación, enseñanza o práctica de un culto religioso; así como a la educación y a la enseñanza, a fines asistenciales o benéficos; al servicio y ornato públicos y al uso de las autoridades civiles y militares. Los muebles que se encuentren o se hayan encontrado en dichos inmuebles y las obras civiles relevantes de carácter privado realizadas de los siglos XVI al XIX inclusive.
II.- Los documentos y expedientes que pertenezcan o hayan pertenecido a las oficinas y archivos de la Federación, de los Estados o de los Municipios y de las casas curiales.
III.- Los documentos originales manuscritos relacionados con la historia de México y los libros, folletos y otros impresos en México o en el extranjero, durante los siglos XVI al XIX que por su rareza e importancia para la historia mexicana, merezcan ser conservados en el país.
IV.- Las colecciones científicas y técnicas podrán elevarse a esta categoría, mediante la declaratoria.
Artículo 36 de la Ley Federal sobre Monumentos y Zonas Arqueológicos, Artísticos e Históricos de México

## Monumentos artísticos
Son considerados monumentos artísticos:

(...) los bienes muebles e inmuebles que revistan valor estético relevante.
Artículo 33 de la Ley Federal sobre Monumentos y Zonas Arqueológicos, Artísticos e Históricos de México

## Listas de monumentos por estado
- Aguascalientes
- Baja California
- Baja California Sur
- Campeche
- Chiapas
- Chihuahua
- Ciudad de México
  - Centro Histórico de la Ciudad de México
- Coahuila
- Colima
- Durango
- Guanajuato
  - Municipio de Guanajuato
- Guerrero
- Hidalgo
- Jalisco
- México
- Michoacán
- Morelos
- Nayarit
- Nuevo León
- Oaxaca
  - Municipio de Oaxaca de Juárez
- Puebla
  - Centro Histórico de Puebla
  - Ciudad de Puebla
- Querétaro
- Quintana Roo
- San Luis Potosí
- Sinaloa
- Sonora
  - Municipio de Agua Prieta
  - Municipio de Álamos
- Tabasco
- Tamaulipas
- Tlaxcala
- Veracruz
- Yucatán
- Zacatecas